# Wspólnota administracyjna Freiberg
Wspólnota administracyjna Freiberg (niem. Verwaltungsgemeinschaft Freiberg) – dawna wspólnota administracyjna w Niemczech, w kraju związkowym Saksonia, w okręgu administracyjnym Chemnitz, w powiecie Mittelsachsen. Siedziba wspólnoty znajdowała się w mieście Freiberg.
1 stycznia] 2012 wspólnota została rozwiązana, w związku z połączeniem gminy Hilbersdorf z gminą Bobritzsch w nowo utworzoną gminę Bobritzsch-Hilbersdorf.
Wspólnota administracyjna zrzeszała jedną gminę miejską oraz jedną gminę wiejską: 
- Freiberg
- Hilbersdorf